# Beta Coronae Borealis
Beta Coronae Borealis (β CrB, Nusakan) – gwiazda w gwiazdozbiorze Korony Północnej. Jest odległa od Słońca o ok. 112 lat świetlnych.

## Nazwa
Gwiazda ta ma tradycyjną nazwę Nusakan, która wywodzi się od arabskiego Ḳasʽat al Masākīn, co oznacza „talerz żebraka” i jest dawną nazwą całej konstelacji. Międzynarodowa Unia Astronomiczna zatwierdziła użycie nazwy Nusakan dla określenia tej gwiazdy.

## Charakterystyka
Nusakan to gwiazda spektroskopowo podwójna, której składniki udało się rozdzielić z użyciem teleskopu. Jaśniejszy (β CrB A) został sklasyfikowany jako żółto-biały karzeł należący do typu widmowego F, jest to jednak gwiazda o nietypowym widmie, ubogim w tlen i znacznie wzbogaconym w stront, chrom i europ w stosunku do słonecznego. Temperatura jego powierzchni to około 8300 K, co bardziej odpowiada typowi widmowemu A. Obraca się on wokół osi w nieco dłuższym okresie niż Słońce, 18,5 doby. Ma on silne pole magnetyczne (ponad 10 tysięcy razy silniejsze niż ziemskie pole magnetyczne), które tworzy na widocznej powierzchni gwiazdy plamy, w których koncentrują się pierwiastki odpowiadające za nietypowe widmo. W efekcie obrotu gwiazdy widoczne są zmiany widma, które sprawiają, że Nusakan jest klasyfikowany jako gwiazda zmienna typu Alfa² Canum Venaticorum.
Dwa składniki układu Beta Coronae Borealis są oddalone na niebie o zaledwie 0,1 sekundy kątowej (pomiar z 2010 r.) i mają obserwowaną wielkość gwiazdową odpowiednio 3,68 i 5,20m. Są one odpowiednio 26 i 7 razy jaśniejsze od Słońca; jaśniejszy ma masę około dwukrotnie większą niż Słońce, słabszy – 1,3 M☉. Okrążają one wspólny środek masy co 10,5 roku, w przestrzeni dzieli je około 10 au.